# 双丰站 (长春市)
双丰站是长春轨道交通2号线与6号线的地铁车站，是一个换乘站，位于中国吉林省长春市绿园区站前街与双丰西路交叉口西侧。2号线车站于2018年8月30日开通，6号线车站于2024年3月28日开通。本站为6号线西端终点站，也曾为2号线一期西端终点站。

## 车站结构
双丰站为2号线与6号线换乘站，两站沿站前街平行设置，其中2号线车站位于西侧，为地下二层岛式站台车站，车站长310米，车站地下一层为站厅层，地下二层为站台层，为中国首个预制装配式地铁车站，车站西侧设有两条出入段线，接入西湖车辆段。6号线车站位于东侧，同为地下二层岛式站台车站，车站长252.8米，车站地下一层为站厅层，地下二层为站台层，车站东侧设有一条单渡线，西侧设有两条出入段线，接入西湖车辆段。两线采用通道换乘，通道连接2号线站厅东侧与6号线站厅西侧。
| 地面              | 出入口    | A、B、C、D出入口 |
| 地下一层          | 2号线站厅 | 客服中心、自动售票机、验票机 |
| 地下一层          | 6号线站厅 | 客服中心、自动售票机、验票机 |
| 地下二层          | 站台      | \| \| \| █ 2号线往汽车公园（西湖） \| \| 島式 · 開左邊车门 \| \| \| \| \| \| █ 2号线往东方广场（长春西站） \| \| \| \| █ 6号线落客 \| \| 島式 · 開左邊车门 \| \| \| \| \| \| █ 6号线往长影世纪城（长春西站） \| |
|                   |           | █ 2号线往汽车公园（西湖） |
| 島式 · 開左邊车门 |           | |
|                   |           | █ 2号线往东方广场（长春西站） |
|                   |           | █ 6号线落客 |
| 島式 · 開左邊车门 |           | |
|                   |           | █ 6号线往长影世纪城（长春西站） |

## 车站出口
双丰站共设4个出口，其中A、B出口连通2号线站厅，C、D出口连通6号线站厅，各出口及周围设施如下所示：
| 编号                  | 出入口信息               | 照片           | 无障碍设施     |
| 连通 2号线站厅        | 连通 2号线站厅           | 连通 2号线站厅 | 连通 2号线站厅 |
| --------------------- | ------------------------ | -------------- | -------------- |
| 出口 · A              | 站前街西侧               |                | 不適用         |
| 出口 · B · 升降机标志 | 站前街西侧               |                |                |
| 连通 6号线站厅        |                          |                |                |
| 出口 · C              | 站前街东侧、双丰西路南侧 |                | 不適用         |
| 出口 · D · 升降机标志 | 站前街东侧               |                |                |
| 註： 設有             |                          |                |                |

## 接驳交通

### 公交车
| 地铁双丰站 | 地铁双丰站   | 地铁双丰站 | 地铁双丰站 | 地铁双丰站 |
| 编号       | 路线         | 路线       | 路线       | 备注       |
| ---------- | ------------ | ---------- | ---------- | ---------- |
| T30        | 天茂湖温莎园 | ⇆          | 长春西站   |            |

## 车站历史
本站建设时期工程名为袁家店站，开通前正式命名为双丰站。
- 2018年8月30日，车站随2号线通车开通，为2号线西端终点站[1]。
- 2020年10月30日，6号线车站主体结构封顶[6]。
- 2021年10月8日，2号线西延线开通运营，本站不再为2号线终点站[7]。
- 2024年3月28日，6号线开通运营，本站成为换乘站[2]。